# 交響曲K.19a
交響曲 ヘ長調 K. Anh. 223 (19a) は、ヴォルフガング・アマデウス・モーツァルトが1765年頃にロンドンで作曲したと考えられている交響曲。

## 概要
この交響曲は失われたままとなっていたが、1980年にレオポルト・モーツァルトによる写譜が発見された。表紙にはヴォルフガングが9歳の時、すなわち1765年に作曲されたと記されている。しかしながら、レオポルトはしばしば息子の年齢を実際より低く宣伝していたため、この記載からの年代の推定には疑問が残る。再発見されるまではブライトコプフ・ウント・ヘルテル社のアーカイブと『交響曲第4番 ニ長調 K. 19』の表紙3ページ目に記されたインキピットのみが知られていた。この表紙はこの曲といまだ失われたままとなっている『交響曲 ハ長調 K. Anh. 222 (19b)』を飾っていたものである。この曲はケッヘル目録第6版作成時点ではまだ未発見であった。
この交響曲はモーツァルトが一家で旅行中の1765年2月21日もしくは5月13日に、ロンドンのヘイマーケット・シアターで行われた演奏会の最初の1曲となったと思われる。曲の再発見以後の初演は1981年3月23日にミュンヘンのノイエ・ピナコテークの新建屋の開館に合わせて行われた。

## 楽器編成
オーボエ2、ホルン2、弦楽合奏
現代のオーケストラで演奏する場合は低音部を増強するとともに通奏低音の役割を担わせるため、可能であればファゴットとハープシコードを編成に加えることも通常行われている。第2楽章においてオーボエは全休止となる。

## 楽曲構成
全3楽章。演奏時間は約12分から14分。曲にはヨハン・クリスティアン・バッハからの影響がうかがえる。
- 第1楽章 アレグロ・アッサイ
ヘ長調、4分の4拍子、ソナタ形式。
- 第2楽章 アンダンテ
変ロ長調、4分の2拍子、二部形式。
- 第3楽章 プレスト
ヘ長調、8の3拍子、ロンド形式。